# Tupacarana gofferjei
Tupacarana gofferjei is een hooiwagen uit de familie Gonyleptidae.